# Марк Цецилій Метелл (претор)
Марк Цецилій Метелл (лат. Marcus Caecilius Metellus; 244 до н. е. — після 196 до н. е.) — політичний і військовий діяч Римської республіки.

## Життєпис
Походив з роду нобілів Цециліїв. Син Луція Цецилія Метелла, консула 251 та 247 років до н. е., великого понтифіка. Розпочав військову кар'єру під орудою батька. У 216 році до н. е. брав участь у битві при Каннах і після поразки втік до Канузія. Там очолив знатну молодь, яка мала намір залишити Італію, але Публій Сципіон завадив їх планам і примусив їх заприсягтися у вірності Риму.
У 214 році до н. е. обіймав посаду квестора. Тоді ж отримав осуд цензорів за підготовку змови з метою залишити Італію, був позбавлений державного коня і переведений в ерарії. У 213 році до н. е. був обраний народним трибуном і мав намір залучити цензорів до суду народу, але цьому перешкодили його колеги. У 209 році до н. е. виключений цензорами зі списку сенаторів.
У 208 році до н. е. обіймав посаду плебейського едила. Під час своєї каденції влаштував дводенні Плебейські ігри та бенкет Юпітера, поставив три статуї у храмі Церери. У 206 році до н. е. став міським претором. Водночас виконував обов'язки претора у справах іноземців. У 205 році до н. е. входив до складу посольства, що доставило до Риму з Пессінунта священний камінь Матері богів.
У 196 році до н. е. був одним з 10 легатів, спрямованих до Македонії для облаштування справ після перемоги над царем Філіпом V. Подальша доля невідома.